# Annales d'Ulster
Pour les articles homonymes, voir Annales (homonymie).
Les Annales d'Ulster sont des chroniques de l'histoire médiévale irlandaise. Les entrées couvrent la période allant de 431 AD à 1540 AD. Celles allant jusqu'à l'année 1489 furent compilées à la fin du XVe siècle par le scribe Ruaidhri Ó Luinín, pendant que Ruaidhri Ó Caiside compila celles comprises entre 1489 et 1504. Tous deux travaillèrent sous le patronage de Cathal Óg Mac Maghnusa, sur l'île de Belle Isle sur le lac Lough Erne, dans la province d'Ulster. Les entrées plus tardives furent rajoutées par d’autres auteurs.
Des annales plus anciennes, remontant parfois jusqu’au VIe siècle, furent utilisées comme sources pour les périodes les plus reculées, et les événements plus proches ont été rapportés de mémoire ou par transmission orale. T.M. Charles-Edwards a affirmé que leur source principale pour le premier millénaire était la suite des Chroniques d'Irlande, poursuivie à Armagh et maintenant perdue.
Les annales s'ouvrent sur l'arrivée du christianisme en Irlande, à l'époque de Palladius et de Saint Patrice. Les entrées jusqu'au XIIe siècle abordent les évènements ecclésiastiques survenus à Armagh, Derry et Meath. Plus tard, l'accent est mis sur la politique séculaire, en particulier dans l'Ulster. Celles du XIIIe siècle et du XIVe siècle, se centrent sur la province de Connacht pendant que le comté de Fermanagh et les exploits de ses monarques, les Maguire (en), sont accordés une attention particulière dans les entrées du XVe siècle.
La langue utilisée est le gaélique irlandais, et parfois le latin. Étant donné que les Annales d’Ulster recopient mot pour mot des annales plus anciennes, elles ne sont pas seulement utiles aux historiens mais aussi aux linguistes qui étudient l’évolution de la langue irlandaise.
Un siècle plus tard, les Annales d'Ulster allaient devenir une source importante pour les auteurs des Annales des quatre maîtres.
La bibliothèque du Trinity College de Dublin possède le manuscrit original et la Bodleian Library d'Oxford d'une copie contemporaine qui complète quelques lacunes de l'original. Les deux principales traductions modernes sont celles de MacCarthy (1893) et de Mac Airt et Mac Niocaill (1983).